# Варлаам Шептицкий
Варлаа́м (в миру Васи́лий Алекса́ндрович Шепти́цкий, пол. Bazyli Szeptycki; 3 февраля 1647 (иногда 1637), село Вощанцы (ныне Самборский район) — 27 мая 1715) — епископ Русской униатской церкви; с 21 июня 1710 года епископ Галицкий. Стрийко Афанасия (Шептицкого). Происходил из древнего шляхетского рода Шептицких, который дал Украине немало известных церковных иерархов.

## Биография
Василий Шептицкий родился 3 февраля 1647. Отец — Александр Захария — войский в Стрые, потом мечник в Перемышле. Мать — Ева из Литинских, дочь Василия и его жены Софии Покулинских. Имел восемь братьев и сестёр, в частности, братья Михаил, сяницкий стольник; Евстафий Станислав, бельский ловчий; Феодор, теребовельский чесник; Александр. Образование получил в католической школе, может, в коллегиуме иезуитов, где в совершенстве изучил латынь.
Монашеский постриг с именем Варлаам принял по совету отца в Манявском монастыре в июне 1664 года (по другим данным — в Уневском монастыре), после чего вскоре оказался в Уневе, где 26 февраля 1668 года стал его архимандритом (выбор монахов 19 сентября утвердил король Ян II, а 20 февраля 1672 — Михал Вишневецкий). В Уневе поддерживал деятельность типографии. Вместе с епископом Иосифом Шумлянским работал над переходом Львовской епархии в унию. Участвовал в так называемом «Коллёквиюм Любленензис» (1680). 1681 года вместе с другими представителями духовенства составил в Варшаве католическое Исповедания веры.
В 1694 году на соборе во Львове отстаивал принятие унии. Во время Святоюрского собора 21 января 1710 года, который своим пастырским письмом созвал Перемышльский епископ Юрий Винницкий, Варлаам Шептицкий избран на престол Галицкой епархии. 17 февраля 1710 года польский король Август II Сильный выдал привилегию епископу-номинанту на Галицкий престол.
Как отмечает историк Игорь Скочиляс, самыми масштабными административными мерами в годы архиерейского служения Варлаама Шептицкого были Уневский монашеский собор 1711 года и собрание представителей всех братств и «высшего духовенства», которое состоялось 10 сентября 1712 года в церкви святого Юра. На нём рассматривались способы получения мещанами-униатами тех же прав, которые имели другие «нации» Львова, в связи с принятием Львовской ставропигией в 1708 году унии.
В 1701 году стал игуменом Вицинского монастыря. Около 1710—1713 года епископ Варлаам присылает Римской курии мемориал, в котором впервые в истории Галицкой епархии излагает канонические основы её организационной структуры, особенности литургической традиции и юрисдикционного связи с Киевской митрополией. Мемориал завершает оптимистичным ожиданиям относительно будущего епархии: «Имею уверенность, что […] моя епархия не опозорится, не испытывает под моим руководством упадка и обиды и не разрушится; что всё, переданное мне от моего предшественника, я с Божьей помощью целым, неопозоренным и невредимым передам своему преемнику, а если ещё поживу — то умножу».
Умер 5 (4 по данным префекта Львовского коллегиума театинов Стефано Тромбетти) апреля 1715 года в Уневе. Был похоронен в крипте Собора святого Юра.